# Québec Championships
Die Québec Championships sind im Badminton die Meisterschaften der kanadischen Provinz Québec. Sie werden seit 1928 ausgetragen und sind damit einer der ältesten Badmintontitelkämpfe in Amerika. Während des Zweiten Weltkrieges pausierten die Meisterschaften. Zeitweise waren die Meisterschaften offen, es konnten also auch Teilnehmer aus anderen kanadischen Regionen oder Sportler anderer Länder starten.

## Die Titelträger
| Saison    | Herreneinzel            | Dameneinzel         | Herrendoppel                                | Damendoppel                                   | Mixed                                        |
| --------- | ----------------------- | ------------------- | ------------------------------------------- | --------------------------------------------- | -------------------------------------------- |
| 1928      | Walter Aikman           | Yvette Lafferty     | Walter Aikman F. L. Pearce                  | Jeanne Dupré Yvette Lafferty                  |                                              |
| 1929      | Walter Aikman           | Lorna Mowett        | Walter Aikman C. W. Argue                   | K. Archibald R. B. Malcolm                    | Walter Aikman K. Archibald                   |
| 1930      | Walter Aikman           | Dorothy Mowett      | Walter Aikman C. W. Argue                   | Marjorie Barrow Marguerite Delage             |                                              |
| 1931      | Walter Aikman           | Marjorie Twift      | Walter Aikman A. H. Billham                 | Marjorie Barrow Marguerite Delage             | Walter Aikman M. Biltcliffe                  |
| 1932      | A. H. Billham           | Marjorie Twift      | Doug McKean Pat Burrows                     | Marjorie Barrow Marguerite Delage             | A. H. Billham E. Wallis                      |
| 1933      | Ken Reynolds            | Alice Boivin        | Doug McKean Pat Burrows                     | Dorothy Mowett Lorna Mowett                   |                                              |
| 1934      | Len Schlemm             | Lorna Mowett        | Doug McKean Pat Burrows                     | Dorothy Mowett Lorna Mowett                   |                                              |
| 1935      | Len Schlemm             | Elizabeth Kennedy   | Doug McKean Pat Burrows                     | Marjorie Barrow Marguerite Delage             | Len Schlemm J. Barr                          |
| 1936      | Ken Reynolds            | Alice Boivin        | Doug McKean Pat Burrows                     | Marjorie Barrow Marguerite Delage             |                                              |
| 1937      | Len Schlemm             | Elizabeth Kennedy   | Ned Hankin Baird Astle                      | Elizabeth Kennedy H. C. Bowen                 |                                              |
| 1938      | Len Schlemm             | Marjorie Delaney    | Ken Reynolds Ned Hankin                     | Marjorie Delaney Louise Turcot                |                                              |
| 1939      | Len Schlemm             | Alice Boivin        | Ken Reynolds Len Schlemm                    | A. Bowing F. T. Denis                         |                                              |
| 1940      | Dick Birch              | Marjorie Delaney    |                                             | Marjorie Delaney Louise Turcot                |                                              |
| 1941 1946 | nicht ausgetragen       | nicht ausgetragen   | nicht ausgetragen                           | nicht ausgetragen                             | nicht ausgetragen                            |
| 1947      | Gordon C. Simpson       | Dorren Clapperton   |                                             | Dorren Clapperton Sheila McCarthy             |                                              |
| 1948      | Gordon C. Simpson       | Dorren Clapperton   |                                             | Dorren Clapperton Sheila McCarthy             |                                              |
| 1949      | Gordon C. Simpson       | Dorren Clapperton   | Gordon C. Simpson Andy Simpson              | Louise Richer M. Ross                         |                                              |
| 1950      | Gordon C. Simpson       | Dorren Clapperton   | Leo Lafontaine Ben Lloyd                    | Dorren Clapperton Louise Marshall             |                                              |
| 1951      | Gordon C. Simpson       | Kae Otton           | Gordon C. Simpson Andy Simpson              | Dorren Clapperton Louise Marshall             |                                              |
| 1952      | Lucien Soucy            | Marjorie Mapp       | Leo Lafontaine Ben Lloyd                    | Marjorie Mapp Nancy McKean                    |                                              |
| 1953      | Gordon C. Simpson       | Dave Chisholm       | Leo Lafontaine Ben Lloyd                    | Dorren Clapperton Edna Fitzpatrick            |                                              |
| 1954      | Gordon C. Simpson       | Nancy McKean        | Gordon C. Simpson Andy Simpson              | Jean Dunkeld Nancy McKean                     |                                              |
| 1955      | Gordon C. Simpson       |                     | Gordon C. Simpson Leo Lafontaine            | Nancy McKean Louise Richer                    |                                              |
| 1956      | Gordon C. Simpson       | Kae Grant           | Gordon C. Simpson Jules Mac Tessier         | Jean Miller Kae Grant                         |                                              |
| 1957      | Gordon C. Simpson       | Kae Grant           | Gordon C. Simpson Leo Lafontaine            | Kae Grant Heather Doig                        |                                              |
| 1958      | Harold Moody            | Jean Miller         | Harold Moody Bill Bonney                    | Jean Miller Heather Doig                      |                                              |
| 1959      | James Carnwath          | Kae Grant           | Harold Moody Ed Hreljac                     | Kae Grant Nancy McKean                        | James Carnwath Kae Grant                     |
| 1960      | Harold Moody            | Jean Miller         |                                             | Jean Miller Dorothy Tinline                   |                                              |
| 1961      | James Carnwath          | Jean Miller         | James Carnwath M. Martin                    | Marjory Shedd Dorothy Tinline                 |                                              |
| 1962      | Harold Moody            | J. Knadson          | Jules Mac Tessier Don O. Callagham          | Jean Miller J. Hudson                         |                                              |
| 1963      | Ed Yablonski            | M. Spreed           |                                             | Marjory Shedd Dorothy Tinline                 |                                              |
| 1964      | Torben Kops             | Patricia Espley     |                                             | Patricia Espley Barbara Coutts                |                                              |
| 1965      | Stan Hales              | Jean Miller         | A. Hales Stan Hales                         | Jean Miller Claude Lamere                     |                                              |
| 1966      | Jean-Claude Laprise     | Jean Miller         | Jean-Pierre Hardy Gaston Fréchette          | Jean Miller Yolande Denis                     |                                              |
| 1967      | Yves Paré               | Jean Miller         | Yves Paré Harold Moody                      | Jean Miller Yolande Denis                     |                                              |
| 1968      | Lane Bickel             | Jean Miller         | Yves Paré Lane Bickel                       | Jean Miller Patricia Moody                    | Harold Moody Jean Miller                     |
| 1969      |                         |                     | Yves Paré Lane Bickel                       | Jean Miller Patricia Moody                    |                                              |
| 1970      | Yves Paré               | Jennifer Dakin      | Yves Paré Lane Bickel                       | Pauline Lafrenière Irish Dickson              | Ian Novotny Irish Dickson                    |
| 1971      | Yves Paré               | Pauline Lafrenière  | Yves Paré Lane Bickel                       | Pauline Lafrenière Lori Gerzine               | Jim Peters Lori Gerzine                      |
| 1972      | Yves Paré               | Lesley Harris       | Yves Paré Lane Bickel                       | Jean Miller Barbara Coutts                    | Jean Masson Pauline Lafrenière               |
| 1973      | Lane Bickel             | Lesley Harris       | Yves Paré Lane Bickel                       | Lesley Harris Lori Gerzine                    | Yves Paré Pauline Lafrenière                 |
| 1974      | Lane Bickel             | Margot Mills        | Yves Paré Lane Bickel                       | Pauline Lafrenière Mireille Caza              | Lane Bickel Lori Gerzine                     |
| 1975      | Pat Tryon               | Pauline Lafrenière  | Jean Masson Gaston Fréchette                | Pauline Lafrenière Lori Gerzine               | Lane Bickel Lori Gerzine                     |
| 1976      | Denys Martin            | Lesley Harris       | Serge Parent Bernard Laflamme               | Lesley Harris Margot Mills                    | Denys Martin Hélène Bilodeau                 |
| 1977      | Pat Tryon               | Margot Mills        | Pat Tryon Ian Johnson                       | Johanne Falardeau Margot Mills                | Denys Martin Hélène Bilodeau                 |
| 1978      | Paul Johnson            | Johanne Falardeau   | Denys Martin Paul Johnson                   | Pauline Lafrenière Margot Mills               | Paul Johnson Pauline Lafrenière              |
| 1979      | Pat Tryon               | Denyse Julien       | Denys Martin Luc Gosselin                   | Pauline Lafrenière Margot Mills               | Dominic Soong Pauline Lafrenière             |
| 1980      | Dominic Soong           | Linda Cloutier      | Denys Martin Luc Gosselin                   | Johanne Falardeau Linda Cloutier              | Luc Gosselin Linda Cloutier                  |
| 1981      | Dominic Soong           | Ghislaine Bouffard  | François Landry Dominic Soong               | Maryse Bellavance Régine Bellavance           | Luc Gosselin Pauline Lafrenière              |
| 1982      | François Landry         | Linda Loignon       | Denys Martin François Landry                | Louise Beauchamp Sophie Cardinal              | François Landry Élise Lewis                  |
| 1983      | Claude Tremblay         | Denyse Julien       | Alain McNicoll Daniel Vermette              | Denyse Julien Linda Cloutier                  | François Landry Ghislaine Bouffard           |
| 1984      | Claude Tremblay         | Johanne Falardeau   | Alain McNicoll Daniel Vermette              | Johanne Falardeau Sylvie Bouchard             | Michel Beausoleil Johanne Falardeau          |
| 1985      | François Landry         | Doris Piché         | François Landry Jacques Therrien            | Hélène Boucher Linda Loignon                  | François Landry Hélène Boucher               |
| 1986      | Pierre Olivier          | Hélène Boucher      | Alain McNicoll Daniel Vermette              | Julie Brouillard Chantal Brouillard           | François Landry Hélène Boucher               |
| 1987      | Alain McNicoll          | Johanne Falardeau   | Alain McNicoll Denys Martin                 | Johanne Falardeau Linda Tardif                | François Landry Hélène Boucher               |
| 1988      | Alain McNicoll          | Denyse Julien       | Alain McNicoll Daniel Vermette              | Johanne Falardeau Denyse Julien               | Daniel Vermette Denyse Julien                |
| 1989      | Marco Desjardins        | Doris Piché         | Alain McNicoll Daniel Vermette              | Johanne Falardeau Doris Piché                 | Marco Desjardins Doris Piché                 |
| 1990      | Alain McNicoll          | Doris Piché         | Marco Desjardins Luc Gosselin               | Johanne Falardeau Doris Piché                 | Marco Desjardins Doris Piché                 |
| 1991      | Fred D’Amours           | Robbyn Hermitage    | Fred D’Amours Marco Desjardins              | Johanne Falardeau Robbyn Hermitage            | Fred D’Amours Johanne Falardeau              |
| 1992      | Daniel Vanier           | Caroline Thorn      | Fred D’Amours Marco Desjardins              | Caroline Thorn Marie-Claude Lachance          | Éric Dufour Caroline Thorn                   |
| 1993      | Fred D’Amours           | Caroline Thorn      | Frédéric D'Dmours Marco Desjardins          | Hélène Boucher Nancy Demers                   | Marco Desjardins Caroline Thorn              |
| 1994      | Daniel Vanier           | Doris Piché         | Patrice Flynn Marco Desjardins              | Doris Piché Robbyn Hermitage                  | Pierre Toulouse Robbyn Hermitage             |
| 1995      | Jean Philippe Goyette   | Caroline Thorn      | Patrice Flynn Marco Desjardins              | Johanne Tardif Brigitte Lacaille              | Daniel Vanier Caroline Thorn                 |
| 1996      | Marco Desjardins        | Robbyn Hermitage    | Patrick Doré Patrice Ritchie                | Robbyn Hermitage Geneviève Lachambre          | Pierre Toulouse Robbyn Hermitage             |
| 1997      | Jean Philippe Goyette   | Robbyn Hermitage    | Patrice Flynn Jean Philippe Goyette         | Robbyn Hermitage Geneviève Lachambre          | Pierre Toulouse Robbyn Hermitage             |
| 1998      | Patrice Flynn           | Robbyn Hermitage    | Patrice Flynn Jean Philippe Goyette         | Nancy Demers Chantale Bergeron                | Pierre Toulouse Robbyn Hermitage             |
| 1999      | Jean Philippe Goyette   | Chantal Bergeron    | Patrice Flynn Jean Philippe Goyette         | Brigitte Lacaille France Jacquot              | Vincent Lahaye Julie Lavoie                  |
| 2000      | Marco Desjardins        | Nancy Desaulniers   | Marco Desjardins Charles-Antoine Villeneuve | Chantale Bergeron Nancy Demers                | Charles-Antoine Villeneuve Nancy Desaulniers |
| 2001      | Mathieu Laforest        | Amélie Felx         | Jean Philippe Goyette Jonathan Bolduc       | Robbyn Hermitage Amélie Felx                  | Philippe Bourret Robbyn Hermitage            |
| 2002      | Mathieu Laforest        | Florence Lavoie     | Jean Philippe Goyette Mathieu Laforest      | Valérie Loker Amélie Felx                     | Philippe Bourret Karine Lachance             |
| 2003      | Alexandre Tremblay      | Florence Lavoie     | Philippe Bourret Bryan Prevoe               | Valérie Loker Amélie Felx                     | Jean Philippe Goyette Amélie Felx            |
| 2004      | Tom Lucas-Piché         | Valérie St. Jacques | Jean Philippe Goyette Jonathan Bolduc       | Valérie Loker Amélie Felx                     | Jean Philippe Goyette Amélie Felx            |
| 2005      | Mathieu Laforest        | Florence Lavoie     | Jean Philippe Goyette Philippe Bourret      | Florence Lavoie Amélie Felx                   | Jean Philippe Goyette Amélie Felx            |
| 2006      | Mathieu Laforest        | Florence Lavoie     | Jean Philippe Goyette Jonathan Bolduc       | Florence Lavoie Amélie Felx                   | Jean Philippe Goyette Audrey Gauthier        |
| 2007      | Mathieu Laforest        | Florence Lavoie     | Mathieu Laforest Francis Laforest           | Florence Lavoie Isabelle Lavoie               | Louis-Laurent Trudel Audrey Gauthier         |
| 2008      | Mathieu Laforest        | Denyse Julien       | Louis-Laurent Trudel Rémy Lemay             | Audrey Bonneville Amélie Felx                 | Mathieu Laforest Amélie Felx                 |
| 2009      | Manuel Thomas           | Valérie St. Jacques | Manuel Thomas François Champagne            | Valérie St. Jacques Isabelle Mercier-Dalphond | François Bourret Isabelle Mercier-Dalphond   |
| 2010      | Philippe Gaumond        | Daphnée Laliberté   | Philippe Charron Piéric Langlais-Gagne      | Valérie St. Jacques Florence Lavoie           | Philippe Charron Caroline Vezina             |
| 2011      | Philippe Gaumond        | Valérie St. Jacques | François Bourret Philippe Bourret           | Roxanne Fraser Florence Lavoie                | Philippe Charron Florence Lavoie             |
| 2012      | Philippe Charron        | Daphnée Laliberté   | Frédéric Parent Jean Philippe Goyette       | Roxanne Fraser Florence Lavoie                | Philippe Charron Florence Lavoie             |
| 2013      | Philippe Gaumond        | Stéphanie Pakenham  | Maxime Belanger Philippe Gaumond            | Roxanne Fraser Stéphanie Pakenham             | Philippe Gaumond Stéphanie Pakenham          |
| 2014      | Philippe Charron        | Stéphanie Pakenham  | Maxime Belanger Philippe Gaumond            | Roxanne Fraser Stéphanie Pakenham             | Philippe Charron Caroline Beauregard         |
| 2015      | Philippe Charron        | Stéphanie Pakenham  | Philippe Charron Maxime Tétreault           | Anne-Julie Beaulieu Stéphanie Pakenham        | Philippe Charron Caroline Beauregard         |
| 2016      | Félix Deblois-Beaucage  | Alyson Ruan         | Julien Déry Jean-Patrick Fortin-cantin      | Camille Leblanc Alexandra Mocanu              | Philippe Giguère Virginie Savard             |
| 2017      | Félix Deblois-Beaucage  | Eliana Zhang        | Philippe Gaumond Maxime Marin               | Anne-Julie Beaulieu Stéphanie Pakenham        | Philippe Gaumond Anne-Julie Beaulieu         |
| 2018      | Mathieu Morneau         | Eliana Zhang        | Julien Déry Maxime Marin                    | Anne-Julie Beaulieu Stéphanie Pakenham        | Philippe Gaumond Anne-Julie Beaulieu         |
| 2019      | Alexander Bianchini     | Eliana Zhang        | Philippe Charron Maxime Tétreault           | Alexandra Mocanu Eliana Zhang                 | Mathieu Morneau Eliana Zhang                 |
| 2020 2021 | nicht ausgetragen       | nicht ausgetragen   | nicht ausgetragen                           | nicht ausgetragen                             | nicht ausgetragen                            |
| 2022      | Bao Quoc Anthony Nguyen | Eliana Zhang        | Xavier Laperrière Thien Quan Nicolas Nguyen | Camille Leblanc Eliana Zhang                  | Thien Quan Nicolas Nguyen Alexandra Mocanu   |
| 2023      | Zachary Desjardins      | Eliana Zhang        | Xavier Laperrière Thien Quan Nicolas Nguyen | Camille Leblanc Alexandra Mocanu              | Thien Quan Nicolas Nguyen Alexandra Mocanu   |